# Leon Clarke
Leon Marvin Clarke (Birmingham, West Midlands, Inglaterra, Reino Unido; 10 de febrero de 1985) es un futbolista británico. Juega de delantero.

## Trayectoria

### Wolverhampton Wanderers
Luego de progresar en las inferiores del Wolverhampton Wanderers, debutó en el primer equipo el 23 de septiembre de 2003 en la victoria contra el Darlington en la League Cup. Al término de la temporada renovó su contrato con los wolves por dos años.
Luego de pasar la primavera de 2004 a préstamo en el Kidderminster Harriers, debutó en la English Football League contra el Stoke City, y anotó su primer gol el juego siguiente ante el Preston North End. Terminó la temporada 2004-05 con ocho goles en 31 encuentros.
Luego de un mal comienzo en la temporada 2005-06, el jugador inglés enojó a los fanes del equipo, luego de hacer un gesto de silencio después de anotar al Plymouth en enero de 2006. Fue enviado a préstamo al Queens Park Rangers y luego al Plymouth Argyle antes del término de la temporada. 
Fue un jugador regular durante la temporada 2006-07, donde anotó 15 goles. Sin embargo, en el periodo de transferencias de enero, el entrenador Mick McCarthy mencionó que buscaba "refrescar" el ataque.

### Sheffield Wednesday
El 15 de enero de 2007, fue transferido al Sheffield Wednesday por £300,000, firmando un contrato hasta el 2009. Fue enviado a préstamo al Oldham Athletic de la League One para ganar tiempo de juego. Jugó cinco encuentros y anotó tres goles.
En su regreso a Hillsborough, anotó en su primer encuentro como titular en la victoria 2-1 ante el Cardiff City. Aunque a comienzos de la temporada 2007-08 fue enviado a préstamo al Southend United de la League One hasta el mes de enero. Anotó en su debut en la victoria 3-0 ante el Gillingham. Clarke terminó su préstamo donde anotó ocho goles en 16 partidos.
Se ganó un lugar en el equipo para la temporada 2008-09, donde jugó 30 encuentros y anotó ocho goles. Renovó su contrato con el club, y recibió los elogios de su entrenador, quien destacó su progreso durante el año.
La siguiente temporada anotó seis goles, incluido uno al Crystal Palace en la jornada final, gol que salvó al equipo del descenso, sin embargo, durante su celebración, el jugador pateó un anuncio publicitario, dislocando el tobillo y tuvo que ser sustituido. El juego terminó 2-2. Tres días después se anunció que al jugador no se le ofrecería un nuevo contrato.

### Queens Park Rangers
Fichó por el Queens Park Rangers el 21 de mayo de 2010 por dos años. Sin embargo, luego de no anotar en 15 encuentros, fue enviado a préstamo al Preston North End en enero de 2011 hasta el final de la temporada. Anotó solo un gol en seis encuentros con el Preston.

### Swindon Town
El 19 de agosto de 2011, el QPR - recién ascendido a la Premier League - confirmó que el contrato del jugador terminó por mutuo acuerdo. Ese mismo día Clarke fichó por dos años con el Swindon Town de la League Two.
Luego de la derrota por 1-3 ante el Southampton, Clarke se involucró en un altercado con Claudio Donatelli, preparador físico del equipo. El entrenador Paolo di Canio intervino, cuando al momento de entrar al túnel, las cámaras captaron una gran discusión que fue separada por el personal del equipo. El club anunció que el jugador sería enviado a préstamo debido al incidente, y el mismo di Canio dijo que no jugaría en Swindon mientras él fuera entrenador del equipo.
El 8 de septiembre firmó un préstamo por tres meses con el Chesterfield de la League One. Anotó un gol en su debut como local, seguido de un triplete al Carlisle. Terminó su préstamo registrando nueve goles en 16 encuentros.

### Charlton Athletic
Clarke fichó por el Charlton Athletic el 1 de enero de 2012, como parte del intercambio por el jugador Paul Benson. Tras un mal comienzo en el club, fue enviado a préstamo al Crawley Town en marzo de 2012 hasta el final de la temporada.
A comienzos de la temporada 2012-13, el jugador rechazó ofertas del Cheltenham Town y el Oldham Athletic. Sin embargo, no regresó al equipo del Charlton, y fue enviado a préstamo al Scunthorpe United en septiembre de 2012 por tres meses, préstamo que se extendió y anotó 11 goles en 15 encuentros.

### Coventry City
Para el año nuevo de 2013, durante su préstamo en el Coventry City, debutó ante el Shrewsbury Town, ese mes el jugador fichó por tres años con el club como transferencia libre, luego de que el Charlton acordara terminar su contrato.
Clark terminó su temporada 2012-13 en el mes de marzo, luego de anotar ocho goles en once encuentros, debido a una lesión en el tobillo que requirió cirugía.
Su gran campaña la temporada siguiente, llamó la atención de muchos clubes de la Football League. El 29 de enero de 2015, el Wolverhampton anunció que el Coventry aceptó su oferta por el jugador.

### Regreso al Wolverhampton Wanderers

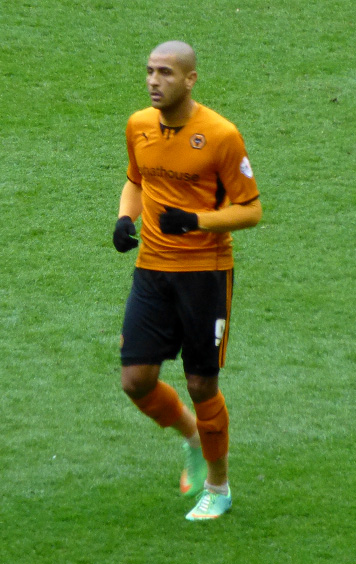
Clarke jugando para el Wolverhampton Wanderers en 2014

Clark regresó al Wolverhampton Wanderers el 30 de enero de 2014, en ese entonces en la League One, firmando por 18 meses. Hizo su segundo debut por los wolves el 1 de febrero en la victoria 2-0 sobre el Bradford, y anotó su primer gol en su regreso el 11 de marzo al Swindon en la victoria por 4-1. Esa temporada el Wolverhampton ganó la League One.
De regreso a la Championship, Clarke anotó dos veces en los 16 encuentros, antes de ser enviado a préstamo al Wigan Athletic en febrero de 2015 por el resto de la temporada. Al término del año, los Wolves anunciaron que no renovarían el contrato del jugador.

### Bury
El 2 de junio de 2015, Clarke fichó por tres años con el Bury de la League One. Debutó con el club el 8 de agosto en el empate 1-1 ante el Doncaster Rovers.

### Sheffield United
El 27 de julio de 2016 se unió al Sheffield United firmando un contrato por tres años. Anotó su primer gol para el Sheffield en la derrota 2-1 ante el Crewe Alexandra en la League Cup el 9 de agosto.
Clarke jugó contra su anterior club, el Sheffield Wednesday, el 24 de septiembre de 2017. Anotó dos goles en ese encuentro, que ganarían por 4-2.
El 4 de noviembre de 2017, Clarke anotó los cuatro goles de la victoria 4-1 sobre el Hull City, convirtiéndose en el primer jugador del Sheffield United en anotar cuatro veces en un encuentro desde Keith Edwards en 1983. Fue nombrado jugador del mes en noviembre de 2017.
El 30 de enero de 2019, Clarke fue envido a préstamo al Wigan Athletic, la segunda vez en su carrera que juega por ese club, hasta el término de la temporada, en la que su equipo el Sheffield ganó el ascenso a la Premier League al quedar en el segundo lugar.
De regreso al club, debutó en la Premier League el 28 de septiembre de 2019 en la derrota por 1-0 de local ante el Liverpool a la edad de 34 años y 16 días. Dejó el club al término de la temporada.

### Shrewsbury Town
El 25 de septiembre de 2020 fichó por el Shrewsbury Town de la League One por una temporada.

### Bristol Rovers
El 31 de agosto de 2021, fichó por el Bristol Rovers de la League Two. Disputó 11 encuentros por el club esa temporada, y dejó el club al término de esta.

## Estadísticas
Actualizado al último partido disputado al término de la temporada 2021-22.
| Wolverhampton Wanderers Inglaterra            | 1.ª           | 2003-04       | 0   | 0   | 1  | 0 | 2  | 0 | - | - | 3   | 0   |
| Wolverhampton Wanderers Inglaterra            | 2.ª           | 2004-05       | 28  | 7   | 1  | 0 | 2  | 1 | - | - | 31  | 8   |
| Wolverhampton Wanderers Inglaterra            | 2.ª           | 2005-06       | 24  | 1   | 1  | 1 | 1  | 0 | - | - | 26  | 2   |
| Wolverhampton Wanderers Inglaterra            | 2.ª           | 2006-07       | 22  | 5   | 0  | 0 | 1  | 0 | 0 | 0 | 23  | 5   |
| Wolverhampton Wanderers Inglaterra            | 3.ª           | 2013-14       | 13  | 1   | 0  | 0 | 0  | 0 | 0 | 0 | 13  | 1   |
| Wolverhampton Wanderers Inglaterra            | 2.ª           | 2014-15       | 16  | 2   | 2  | 0 | 1  | 0 | - | - | 19  | 2   |
| Wolverhampton Wanderers Inglaterra            | Total club    | Total club    | 103 | 16  | 5  | 1 | 7  | 1 | 0 | 0 | 115 | 18  |
| Kidderminster Harriers (préstamo) Inglaterra  | 3.ª           | 2003-04       | 4   | 0   | 0  | 0 | 0  | 0 | 0 | 0 | 4   | 0   |
| Kidderminster Harriers (préstamo) Inglaterra  | Total club    | Total club    | 4   | 0   | 0  | 0 | 0  | 0 | 0 | 0 | 4   | 0   |
| Queens Park Rangers (préstamo) Inglaterra     | 2.ª           | 2005-06       | 1   | 0   | 0  | 0 | 0  | 0 | - | - | 1   | 0   |
| Queens Park Rangers Inglaterra                | 2.ª           | 2010-11       | 13  | 0   | 1  | 0 | 1  | 0 | - | - | 15  | 0   |
| Queens Park Rangers Inglaterra                | Total club    | Total club    | 14  | 0   | 1  | 0 | 1  | 0 | - | - | 16  | 0   |
| Plymouth Argyle (préstamo) Inglaterra         | 2.ª           | 2005-06       | 5   | 0   | 0  | 0 | 0  | 0 | - | - | 5   | 0   |
| Plymouth Argyle (préstamo) Inglaterra         | Total club    | Total club    | 5   | 0   | 0  | 0 | 0  | 0 | - | - | 5   | 0   |
| Sheffield Wednesday Inglaterra                | 2.ª           | 2006-07       | 10  | 1   | 0  | 0 | 0  | 0 | - | - | 10  | 1   |
| Sheffield Wednesday Inglaterra                | 2.ª           | 2007-08       | 8   | 3   | 1  | 0 | 1  | 0 | - | - | 10  | 3   |
| Sheffield Wednesday Inglaterra                | 2.ª           | 2008-09       | 29  | 8   | 0  | 0 | 1  | 0 | - | - | 30  | 8   |
| Sheffield Wednesday Inglaterra                | 2.ª           | 2009-10       | 36  | 6   | 1  | 0 | 0  | 0 | - | - | 37  | 6   |
| Sheffield Wednesday Inglaterra                | Total club    | Total club    | 83  | 18  | 2  | 0 | 2  | 0 | - | - | 87  | 18  |
| Oldham Athletic (préstamo) Inglaterra         | 3.ª           | 2006-07       | 5   | 3   | 0  | 0 | 0  | 0 | 0 | 0 | 5   | 3   |
| Oldham Athletic (préstamo) Inglaterra         | Total club    | Total club    | 5   | 3   | 0  | 0 | 0  | 0 | 0 | 0 | 5   | 3   |
| Southend United (préstamo) Inglaterra         | 3.ª           | 2007-08       | 16  | 8   | 0  | 0 | 0  | 0 | 0 | 0 | 16  | 8   |
| Southend United (préstamo) Inglaterra         | Total club    | Total club    | 16  | 8   | 0  | 0 | 0  | 0 | 0 | 0 | 16  | 8   |
| Preston North End (préstamo) Inglaterra       | 2.ª           | 2010-11       | 6   | 1   | 0  | 0 | 0  | 0 | - | - | 6   | 1   |
| Preston North End (préstamo) Inglaterra       | Total club    | Total club    | 6   | 1   | 0  | 0 | 0  | 0 | - | - | 6   | 1   |
| Swindon Town Inglaterra                       | 4.ª           | 2011-12       | 2   | 0   | 0  | 0 | 2  | 0 | 0 | 0 | 4   | 0   |
| Swindon Town Inglaterra                       | Total club    | Total club    | 2   | 0   | 0  | 0 | 2  | 0 | 0 | 0 | 4   | 0   |
| Chesterfield (préstamo) Inglaterra            | 3.ª           | 2011-12       | 14  | 9   | 1  | 0 | 0  | 0 | 1 | 0 | 16  | 9   |
| Chesterfield (préstamo) Inglaterra            | Total club    | Total club    | 14  | 9   | 1  | 0 | 0  | 0 | 1 | 0 | 16  | 9   |
| Charlton Athletic Inglaterra                  | 3.ª           | 2011-12       | 7   | 0   | 0  | 0 | 0  | 0 | 0 | 0 | 7   | 0   |
| Charlton Athletic Inglaterra                  | Total club    | Total club    | 7   | 0   | 0  | 0 | 0  | 0 | 0 | 0 | 7   | 0   |
| Crawley Town (préstamo) Inglaterra            | 4.ª           | 2011-12       | 4   | 1   | 0  | 0 | 0  | 0 | 0 | 0 | 4   | 1   |
| Crawley Town (préstamo) Inglaterra            | Total club    | Total club    | 4   | 1   | 0  | 0 | 0  | 0 | 0 | 0 | 4   | 1   |
| Scunthorpe United (préstamo) Inglaterra       | 3.ª           | 2012-13       | 15  | 11  | 0  | 0 | 0  | 0 | 0 | 0 | 15  | 11  |
| Scunthorpe United (préstamo) Inglaterra       | Total club    | Total club    | 15  | 11  | 0  | 0 | 0  | 0 | 0 | 0 | 15  | 11  |
| Coventry City (préstamo) Inglaterra           | 3.ª           | 2012-13       | 1   | 0   | 1  | 0 | 0  | 0 | 0 | 0 | 2   | 0   |
| Coventry City Inglaterra                      | 3.ª           | 2012-13       | 11  | 8   | 0  | 0 | 0  | 0 | 3 | 2 | 14  | 10  |
| Coventry City Inglaterra                      | 3.ª           | 2013-14       | 23  | 15  | 4  | 3 | 1  | 0 | 1 | 0 | 29  | 18  |
| Coventry City Inglaterra                      | Total club    | Total club    | 35  | 23  | 5  | 3 | 1  | 0 | 4 | 2 | 45  | 28  |
| Wigan Athletic (préstamo) Inglaterra          | 2.ª           | 2014-15       | 10  | 1   | 0  | 0 | 0  | 0 | 0 | 0 | 10  | 1   |
| Wigan Athletic (préstamo) Inglaterra          | 2.ª           | 2018-19       | 15  | 3   | 0  | 0 | 0  | 0 | 0 | 0 | 15  | 6   |
| Wigan Athletic (préstamo) Inglaterra          | Total club    | Total club    | 25  | 4   | 0  | 0 | 0  | 0 | 0 | 0 | 25  | 7   |
| Bury Inglaterra                               | 3.ª           | 2015-16       | 32  | 15  | 4  | 1 | 1  | 2 | 0 | 0 | 37  | 18  |
| Bury Inglaterra                               | Total club    | Total club    | 32  | 15  | 4  | 1 | 1  | 2 | 0 | 0 | 37  | 18  |
| Sheffield United Inglaterra                   | 3.ª           | 2016-17       | 23  | 7   | 1  | 0 | 1  | 1 | 1 | 1 | 26  | 9   |
| Sheffield United Inglaterra                   | 2.ª           | 2017-18       | 39  | 19  | 0  | 0 | 0  | 0 | - | - | 39  | 19  |
| Sheffield United Inglaterra                   | 2.ª           | 2018-19       | 24  | 3   | 1  | 0 | 1  | 0 | - | - | 26  | 3   |
| Sheffield United Inglaterra                   | 1.ª           | 2019-20       | 2   | 0   | 2  | 1 | 1  | 0 | - | - | 5   | 1   |
| Sheffield United Inglaterra                   | Total club    | Total club    | 88  | 29  | 3  | 1 | 3  | 1 | 1 | 1 | 95  | 32  |
| Shrewsbury Town Inglaterra                    | 3.ª           | 2020-21       | 10  | 1   | 0  | 0 | 0  | 0 | - | - | 10  | 1   |
| Shrewsbury Town Inglaterra                    | Total club    | Total club    | 10  | 1   | 0  | 0 | 0  | 0 | 0 | 0 | 10  | 1   |
| Bristol Rovers Inglaterra                     | 4.ª           | 2021-22       | 11  | 2   | 0  | 0 | 0  | 0 | - | - | 11  | 2   |
| Bristol Rovers Inglaterra                     | Total club    | Total club    | 11  | 2   | 0  | 0 | 0  | 0 | 0 | 0 | 11  | 2   |
| Total carrera                                 | Total carrera | Total carrera | 457 | 141 | 21 | 6 | 17 | 4 | 6 | 3 | 523 | 154 |
| (1) Incluye datos del Football League Trophy. |               |               |     |     |    |   |    |   |   |   |     |     |

## Palmarés

### Títulos nacionales
| Título              | Club                    | País       | Año     |
| ------------------- | ----------------------- | ---------- | ------- |
| Football League One | Wolverhampton Wanderers | Inglaterra | 2013-14 |
| EFL League One      | Sheffield United        | Inglaterra | 2016-17 |

### Distinciones individuales
| Distinción                                      | Año            |
| ----------------------------------------------- | -------------- |
| Equipo del año de la PFA de la EFL League One   | 2012-13        |
| Equipo del año de la PFA de la EFL Championship | 2017-18        |
| Jugador del mes de la EFL League One            | Abril de 2017  |
| Jugador del mes de la EFL Championship          | Noviembre 2017 |